# Henri Loos

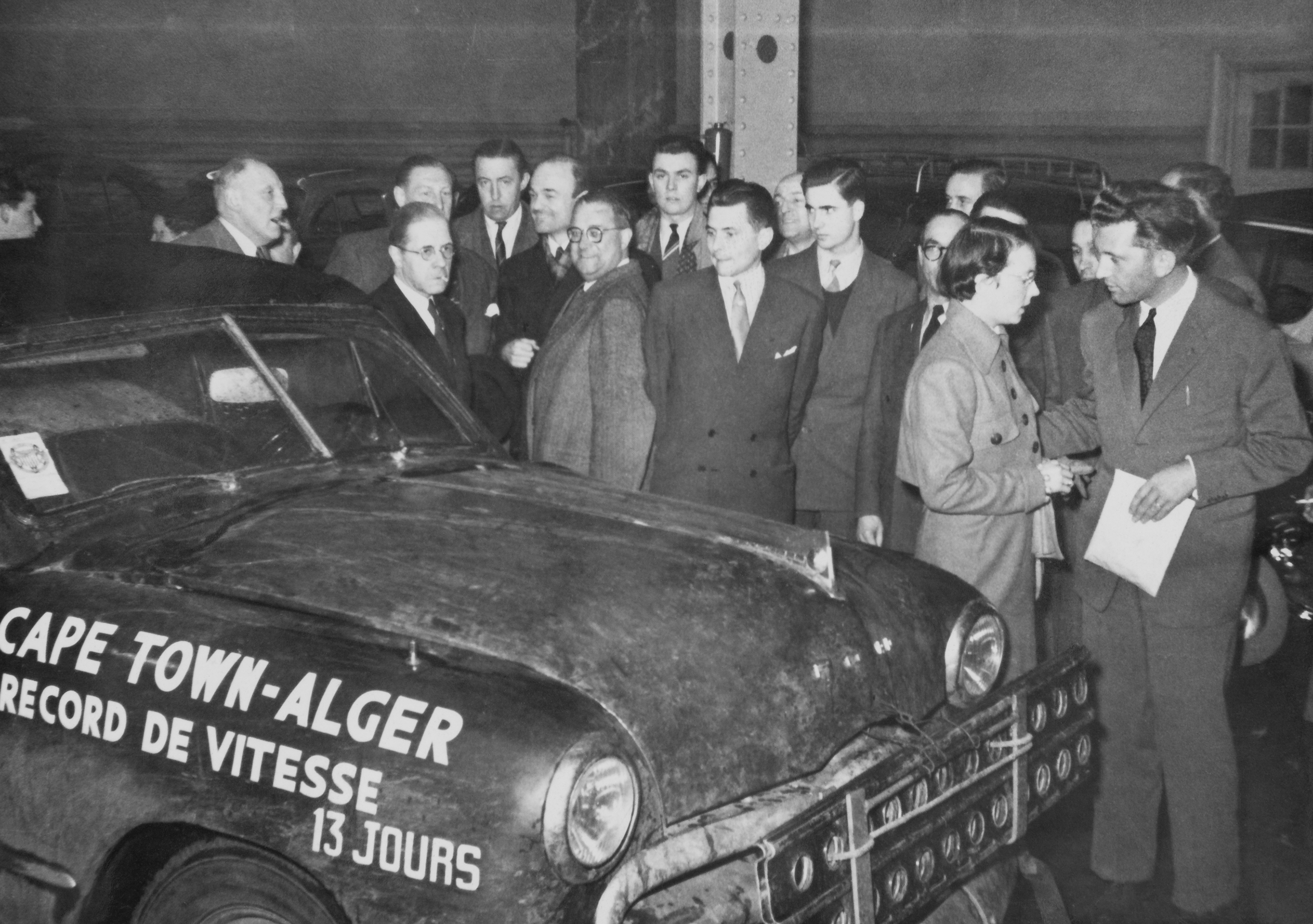
Henri Loos en zijn vrouw Liliane Stoumon bij de Ford tijdens een persvoorstelling in 1951.

Henri Joseph Louis August Loos (Sint-Amandsberg, 1922 - Brussel, 2003) was een Belgisch ondernemer, rallyrijder, journalist en avonturier.

## Levensloop
Henri was het jongste kind van Henri Louis Loos, gemeenteontvanger van Wilrijk, en Marie-Agnes Ducatillon, jongste kind van Louis Ducatillon (ondernemer en griffier van het vredegerecht van Nederbrakel). In 1946 trouwt hij met Liliane Stoumont  in Sint-Martens-Latem, in Villa l'Escale, eigendom van haar ouders. In 1948 kregen ze een dochter. In 1955 zouden ze scheiden. 
Hij wordt uitbater van cafés en restaurants samen met zijn de stiefvader van zijn vrouw, de Gentse horecabaron Georges Dupont. Hij bleef regelmatig Afrika exploreren; hij vertrekt voor 1 jaar om Australië te exploreren met Henri Maurice Berney.
In de jaren 1960 wordt hij cameraman en journalist voor de Belgische televisie, een beroep dat hij zou uitoefenen tot aan zijn pensioen. Enkele van zijn kredieten: Visa pour le monde (1967-1984); L'air du temps, les villes tentaculaires (1965); reportage vanuit Dallas over de moord op president Kennedy (1963); documentaire over de carnaval van Binche.
In 1963 trouwt hij op de grote markt van Brussel met Lisa Benzaquen, nicht van de Marokkaanse minister Leon Benzaquen. Het stel kreeg twee kinderen. In 2003 is Loos in Brussel overleden.

## Mediterranean Rally 1951
Tijdens een bezoek aan Belgisch-Congo met zijn schoonmoeder ontmoet hij kolonel Nabal, commissaris generaal van de Rally Algiers-Kaapstad. Hij stelt Henri voor om aan de rally deel te nemen met zijn aangepaste Ford V8.
Het begin van de rally was zeer ongelukkig. Na enkele kilometers wordt de voorruit verbrijzeld door een wild paard en zijn navigator moet naar het ziekenhuis. Zijn vrouw Liliane Stoumont vervangt zijn schoonmoeder als navigator voor de rest van de rally. Volgens het reglement was dit niet toegelaten. Hij krijgt na aankomst in Kaapstad een puntenstraf, en eindigt op de 23e plaats.

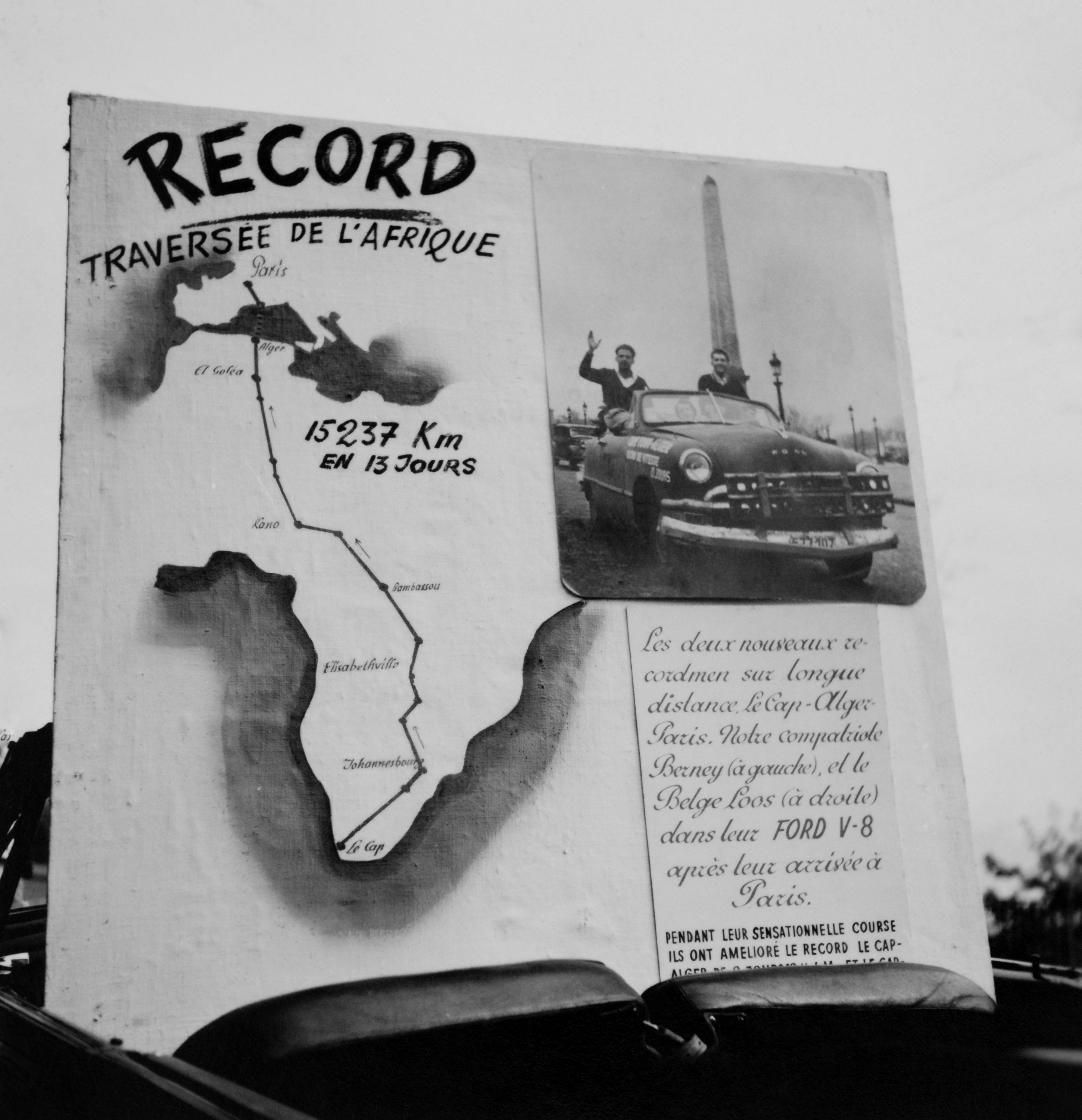
Bord dat het rally record aankondigt in 1951.

Henri ontmoet nog een deelnemer met autopech, avonturier Henri Maurice Berney, en stelt voor om het traject opnieuw te rijden in tegenoverstelde richting. Ze vertrokken vanuit Kaapstad op 16 maart 1951 om 00.01u en kwamen aan in Algiers op 29 maart om 15.45u. Met 13 dagen en 15 uren was dit een nieuw record, 3 dagen sneller dan het vorige record van 17 dagen door André Mercier en Charles de Cortanze. Voor het eerst werd Afrika in minder dan 2 weken doorgereden. Ze rijden verder tot in Parijs, waar ze massaal ontvangen werden aan de Place de la Concorde, op 30 maart om 13.20u.
Hij zou verder in rally's blijven rijden met zijn eigen Jaguar XK120, zonder noemenswaardige resultaten.
In december 2020 werden originele documenten van zijn record op Catawiki geveild.